# Épiphane Nadeau
Pour les articles homonymes, voir Nadeau.
Épiphane P. Nadeau est un homme d'affaires et un homme politique canadien.

## Biographie
Épiphane P. Nadeau est né le 27 décembre 1879 à Saint-Léonard, au Nouveau-Brunswick. Son père est Pierre P. Nadeau et sa mère est Marie Violette. Il épouse Eugénie Soucy. Son fils Fernand devient lui aussi député.
Il est député de Madawaska à l'Assemblée législative du Nouveau-Brunswick de 1939 à 1943 en tant que libéral.